# Chizhovo
Chizhovo (en ruso: Чижово) es una localidad rural en el asentamiento rural de Vorshinskoye, raión de Sobinka, Óblast de Vladimir, Rusia. La población era de 9 en 2010. Se contabilizan 20 calles.

## Geografía
Chizhovo se encuentra a 29 km al noreste de Sobinka (centro administrativo del raión) por carretera. Buzakovo es la localidad rural más cercana.